# アスプリンダ (小惑星)
アスプリンダ (958 Asplinda) は小惑星帯の外縁部に位置するヒルダ群の小惑星である。ハイデルベルクのケーニッヒシュトゥール天文台でカール・ラインムートによって発見された。
スウェーデンの天文学者 Bror Ansgar Asplind にちなんで命名された。